# Sankha
Sankha (nep. साँख) – gaun wikas samiti w zachodniej części Nepalu w strefie Rapti w dystrykcie Rukum. Według nepalskiego spisu powszechnego z 2001 roku liczył on 886 gospodarstw domowych i 5171 mieszkańców (2523 kobiet i 2648 mężczyzn).